# Zeta Leporis
Zeta Leporis (ζ Lep / 14 Leporis / HD 38678 / HR 1998) es una estrella de magnitud aparente +3,55, la quinta más brillante de la constelación de Lepus, la liebre, superada en brillo por Arneb (α Leporis), Nihal (β Leporis), ε Leporis y μ Leporis. En general catalogada como una estrella blanca de la secuencia principal de tipo espectral A3Vn, en la base de datos SIMBAD aparece como una posible subgigante de tipo A2IV-Vn.
Con una luminosidad 15 veces mayor que la del Sol, se estima que la masa de Zeta Leporis es casi el doble que la masa solar y su radio es un 60% más grande que el del Sol. Se piensa que es una estrella joven de 230 millones de años de edad, lo que supone apenas un 15% de su estancia en la secuencia principal.
Diferentes medidas de su temperatura superficial dan valores entre 8360 y 9910 K; tan amplio rango puede tener su origen en la enorme velocidad de rotación, dando lugar a que esté achatada por los polos, los cuales están más calientes que la zona ecuatorial. Su velocidad de rotación proyectada es de 220 km/s, pero su velocidad real puede alcanzar los 300 km/s, cerca del límite superior a partir del cual la estrella se desintegraría.
Es posible que sea una binaria espectroscópica, hecho que aún no ha sido confirmado. Se encuentra a unos 70,2 años luz de distancia de la Tierra.
En 2001 se anunció que Zeta Leporis está envuelta en una nube giratoria de polvo, cuya cantidad y temperatura indican que están colisionando rocas sólidas generando polvo en un cinturón de asteroides, similar al existente en el sistema solar. Se piensa que bien pueden ser restos de la formación planetaria o, por el contrario, material que dará lugar a planetas. Se estima que la temperatura media de este polvo es de 340 K, lo que sugiere que los granos de polvo pueden estar tan cerca como 2,5 ua de la estrella. La masa del cinturón de asteroides puede ser unas 200 veces mayor que la del cinturón de asteroides del sistema solar, y su edad aproximada es de 300 millones de años. Se encuentra a una distancia de la estrella igual o inferior a 6 ua, si bien cierta cantidad de polvo se extiende hasta 9 UA.